# Antigua và Barbuda tại Thế vận hội
Antigua và Barbuda tham dự Thế vận hội lần đầu năm 1976, và đã liên tục gửi vận động viên (VĐV) tới các Thế vận hội Mùa hè được tổ chức kể từ đó, trừ lần tẩy chay Thế vận hội Mùa hè 1980. Quốc gia này chưa có huy chương Olympic và cũng chưa từng tham gia Thế vận hội Mùa đông.
Hiệp hội Olympic Antigua và Barbuda được thành lập năm 1966, sau sự tan rã của Liên bang Tây Ấn năm 1962, và được chính thức công nhận năm 1976.

## Bảng huy chương

### Huy chương tại các kỳ Thế vận hội Mùa hè
| Thế vận hội         | Số VĐV        | Vàng          | Bạc           | Đồng          | Tổng số       | Xếp thứ       |
| 1896–1972           | không tham dự | không tham dự | không tham dự | không tham dự | không tham dự | không tham dự |
| Montréal 1976       | 10            | 0             | 0             | 0             | 0             | –             |
| Moskva 1980         | không tham dự | không tham dự | không tham dự | không tham dự | không tham dự | không tham dự |
| Los Angeles 1984    | 14            | 0             | 0             | 0             | 0             | –             |
| Seoul 1988          | 15            | 0             | 0             | 0             | 0             | –             |
| Barcelona 1992      | 13            | 0             | 0             | 0             | 0             | –             |
| Atlanta 1996        | 13            | 0             | 0             | 0             | 0             | –             |
| Sydney 2000         | 3             | 0             | 0             | 0             | 0             | –             |
| Athens 2004         | 5             | 0             | 0             | 0             | 0             | –             |
| Bắc Kinh 2008       | 5             | 0             | 0             | 0             | 0             | –             |
| Luân Đôn 2012       | 4             | 0             | 0             | 0             | 0             | –             |
| Rio de Janeiro 2016 | 9             | 0             | 0             | 0             | 0             | –             |
| Tokyo 2020          | chưa diễn ra  |               |               |               |               |               |
| Tổng số             | Tổng số       | 0             | 0             | 0             | 0             | –             |

## Các VĐV cầm cờ cho đoàn tại các kỳ Thế vận hội
| Thế vận hội      | Số VĐV          | Môn thi đấu |
| ---------------- | --------------- | ----------- |
| Los Angeles 1984 | Lester Benjamin | Điền kinh   |
| Seoul 1988       | Jocelyn Joseph  | Điền kinh   |
| Barcelona 1992   |                 |             |
| Atlanta 1996     | Heather Samuel  | Điền kinh   |
| Sydney 2000      | Heather Samuel  | Điền kinh   |
| Athens 2004      | Daniel Bailey   | Điền kinh   |
| Bắc Kinh 2008    | James Grayman   | Điền kinh   |
| Luân Đôn 2012    | Daniel Bailey   | Điền kinh   |